# Gallinago kakuki
Gallinago kakuki (engl.: West Indian Snipe) ist eine ausgestorbene Bekassinenart, die auf den Westindischen Inseln vorkam. Das Artepitheton ehrt Brian Kakuk, einen Höhlentaucher von den Bahamas, der Pionierarbeit bei der Entdeckung von Fossilien in den Blue Holes leistete.

## Entdeckungsgeschichte
Im Oktober 1937 fand Alexander Wetmore auf Little Exuma in den Bahamas drei Knochen dieser Art, die er jedoch der Wilsonbekassine (Gallinago delicata) zuordnete. Gleichzeitig bemerkte er, dass es sich auch um eine ausgestorbene unbeschriebene große Art handeln könnte. Den Holotypus sammelte der Ornithologe Joshua C. Dickinson, Jr. (1916–2009), ehemaliger Direktor des Florida State Museum (heute Florida Museum of Natural History), während einer Expedition auf New Providence, Bahamas, zwischen 1958 und 1960. 1977 identifizierte Gary S. Morgan auf Cayman Brac in den Cayman Islands weiteres Knochenmaterial. 1982 fanden Storrs L. Olson und William Hilgartner neues Material auf New Providence. Im Jahr 2004 beschrieb William Suárez vier Knochen von Kuba, die von ihm selbst im Jahr 2000 in der Cueva El Abrón bei Los Palacios in der Provinz Pinar del Río, von Oscar Arredondo im Jahr 1974 in der Cueva del Salón, Cayo Palma, in der Provinz Sancti Spíritus sowie 1997 von Stephen Díaz-Franco und Libán Fernández in der Cueva de Humboldt gesammelt wurden. 2016 erfolgte durch David W. Steadman und Oona M. Takano die wissenschaftliche Erstbeschreibung.

## Merkmale
Der als Holotypus klassifizierte Knochen ist ein rechter Humerus aus der Banana Hole auf New Providence. Weiteres Material umfasst dreizehn Oberarmknochen, drei Coracoids, vier Ulnae, drei Carpometacarpi, eine Phalanx, eine Phalanges mediae, einen Tibiotarsus, fünf Tarsometatarsi, ein Brustbein und zwei Oberschenkelknochen.
Gallinago kakuki war eine relativ große Bekassine. Sie war größer als die Pantanalbekassine (Gallinago paraguaiae), die Wilsonbekassine (Gallinago delicata), die Bekassine (Gallinago gallinago) und die Spießbekassine (Gallinago stenura), jedoch kleiner oder gleich groß wie die Doppelschnepfe (Gallinago media) und die Japanbekassine (Gallinago hardwickii).
Diese Art war flugfähig, obwohl aufgrund ihres relativ kurzen Carpometacarpus die Handschwingen wahrscheinlich kurz waren.

## Aussterben
Während des Pleistozäns waren die Hochlandlebensräume auf den westindischen Inseln möglicherweise besser für Waldschnepfen und Bekassinen geeignet als für andere Schnepfenvögel. Das Aussterben der Art ist wahrscheinlich auf das Überfluten der Westindischen Inseln nach der letzten Kaltzeit zurückzuführen. In der Übergangsphase zwischen Jungpleistozän und Holozän kam es zu einer Transgression, wobei der Meeresspiegel bei den Bahamas aufgrund des Schmelzwassers von 100 Meter unterhalb der heutigen Meeresspiegelhöhe auf 27 bis 35 Meter unterhalb des heutigen Meeresspiegelniveaus anstieg. Zu der Zeit waren die Bahamas eine „Superinsel“ mit einer Fläche von ungefähr 14.550 km². Da für keine der Fundstellen auf den Bahamas eine adäquate Radiokohlenstoff- oder Meeresspiegelchronologie  vorliegt, kann nicht mit Sicherheit bestimmt werden, ob die Fossilien aus dem Jungpleistozän, dem Holozän oder aus beiden Epochen stammen. Daher bezeichneten Steadman und Takano im Jahr 2016 den Aussterbezeitpunkt als Spätquartär. In einer jüngeren Studie aus dem Jahr 2020 vermutet Steadman, dass die Art bis ins frühe Holozän überlebt haben könnte, was er mit assoziierten Schichten von anderen Fossilien in Verbindung bringt.